# ピアノ調律

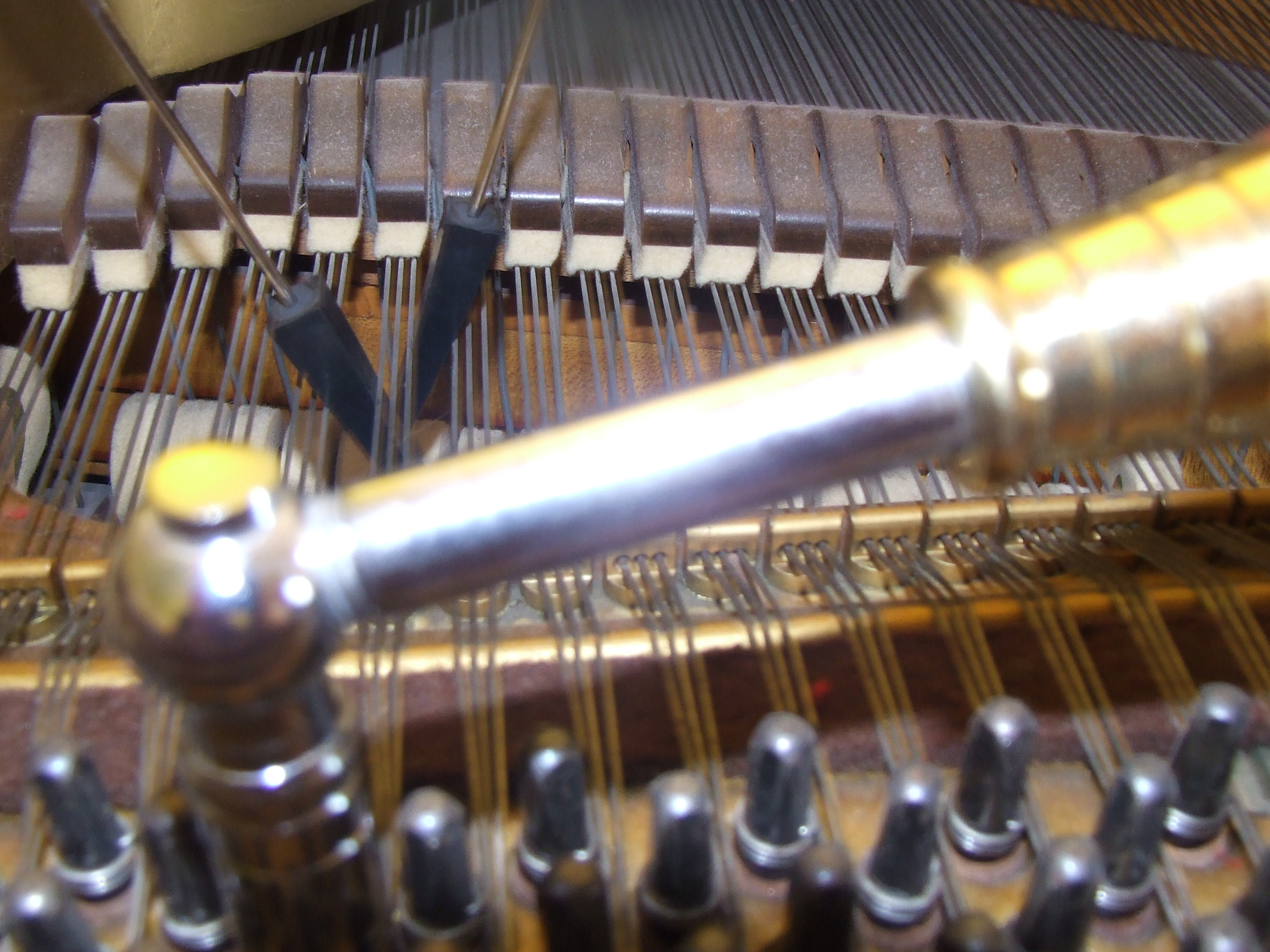
ピアノ調律師の基本工具：チューニングハンマーとミュート

ピアノ調律（ピアノちょうりつ、英: Piano tuning）とは、ピアノの音程を整える作業、または調律時に行う鍵盤タッチの調整や音色を整える作業などをいう。
狭義には音程を調整する調律(チューニング)を意味するが、広義にはピアノのメンテナンスに必要な技術的作業を指し、ピアノ調律師に頼んで調律してもらう場合のピアノ調律とは、整調と整音、若干の修理を含んで考えることが一般的である。例えば「鍵盤を押しても音が出ないのでピアノの調律をしてもらう」と言った場合、この時実際に行われる作業は狭義のピアノ調律ではなく部分的な整調や修理であることが多い。さらに狭義として利用者による調律の事を示す意味としても使われる。例えば「調律をしていないピアノ」と言った場合は完全に調律がされていない物という意味では無く、取得後に調律を依頼していないという意味である。

## 調律

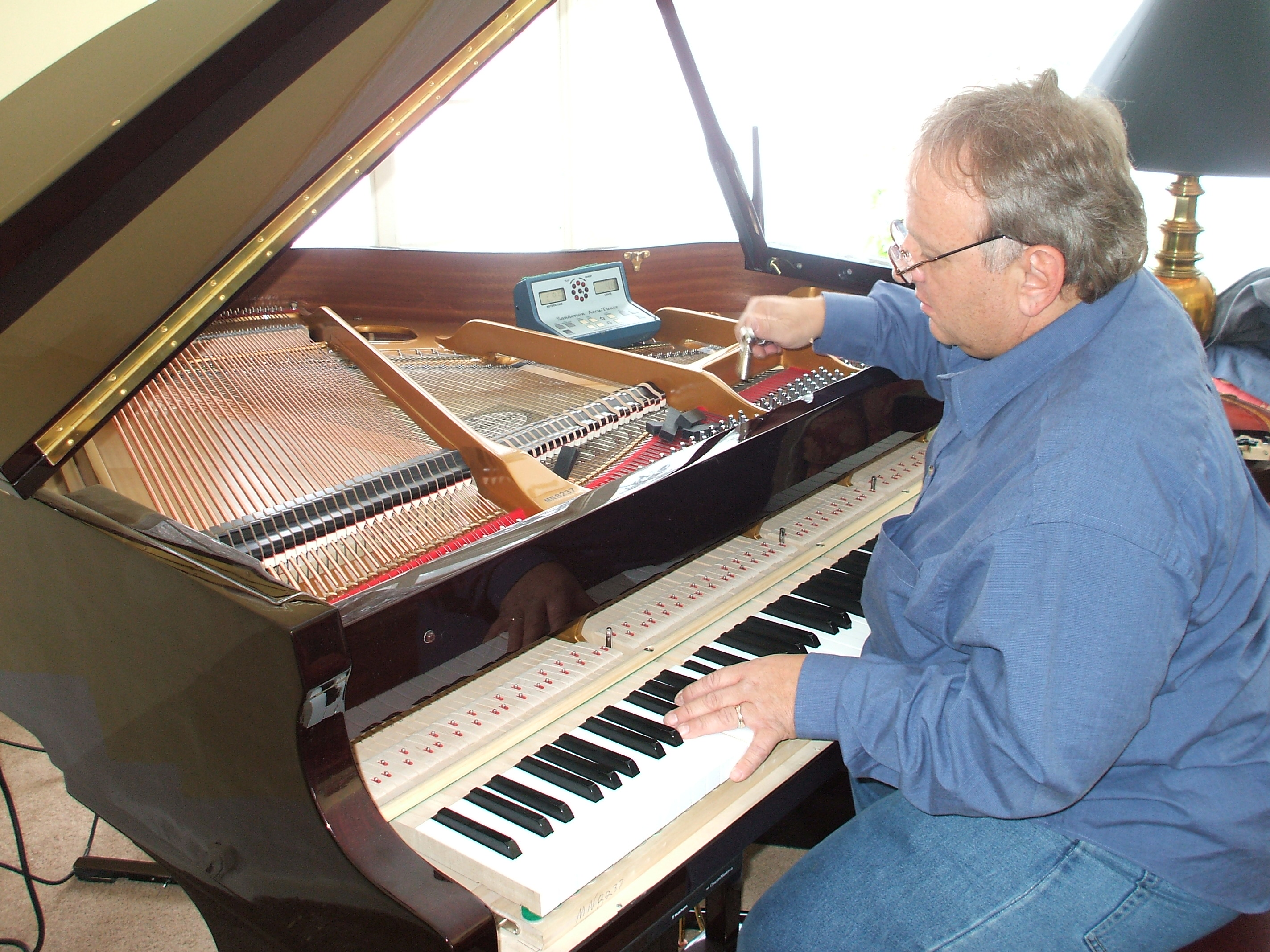
電子チューナーを使用して調律を行なうピアノ調律師

チューニングハンマーと呼ばれるピアノ専用の調律工具を使用し、弦が巻かれているチューニングピンを回して音の高さを調節していく。ピアノは構造上、弦楽器の一種であるが、一般的なギターやバイオリンなどと違い、ほとんどの鍵盤1音につき2本または3本の弦張られている。このため、ミュートと呼ばれるフェルト状の工具を使用し、1本のみ音が出る状態にして音を聞き分ける。
各弦の張力を調整する調律は、今日のほとんどのピアノが十二平均律で調律されることや、弦の総数が200を超えること、他の弦楽器に比べて張力が大きく、またピンの保持力も高いことなどから、演奏者が自分で行うことは稀で、「ピアノ調律師(pianotuner)」と呼ばれる専門の技術者が行う。実際、音程の精度もかなり高く、誤差は1セント（十二平均律の半音の100分の1）単位まで求められる。
すべての鍵で独立した調律が可能であるため様々な音律での調律が可能であるが、平均律で調律されるように基本設計が行われているので（弦の長さや太さ、本数が異なるなど。）、音階を逆に割り当てるなど著しく異なる周波数に対応することは出来ない。現代音楽の一部の作品では、平均律以外に調律されることもある。例えば、テリー・ライリーには、通常のピアノの調律である平均律ではなく、純正律に調律されたピアノを用いる作品がある（「in C」など）。また、ジェラール・グリゼーの後期作品「時の渦」は、ピアノの特定の数音を四分音下げて調律することが要求される。またクラシック音楽でも、ピアニストによっては各種古典調律に調律される場合も少ないながらあり、その実例としては、内田光子はヴェルクマイスター音律を用いてモーツァルトの作品を演奏したほか、具体的にどのような音律で調律したかを企業秘密にした上で古典調律したピアノで演奏会を行うケースもある。
ピアノの調律も、高性能な電子チューナーを使うと200本以上ある弦を迅速に調律できるだけでなく、高音部のピッチをわずかに高めにしたり、同じ音の3本の弦のピッチをわざとわずかにずらすことにより、うなりを生じさせて音にふくらみを持たせるなど、従来ピアノ調律師が経験と感性に頼ってきた作業まで機械の表示を参照しながらある程度行うことができるという意見もあるが、チューニングピンは回した位置で簡単に止まるわけではなく、また音律の正確さ以外にも、ピアノの音に含まれる雑音処理の難しさ、チューニングピンのバックラッシュの制御・ミュージックワイヤーの状態やその他部品の摩耗・消耗による音の変化、次回調律予定時期までの間の変動を見越すなど、整調・整音・修理の実技も含め、そのための充分な環境と訓練、そしてそれに基づく経験が要求される職域であることに変わりはない。

### 理論

#### ピッチ
調律における作業で最初に調律される音(基音)でピッチと呼ばれる。通常ピアノの基音は鍵盤中央C音の上にあるA音（国際表記=A4、調律表記=49A）の周波数が国際的な標準ピッチ （ユニバーサルピッチ）である440 Hzに調律されるが、奏者の希望により442 Hzやその他の数値に設定されることも珍しくない。設定するピッチにより音叉（チューニングフォーク）も440 Hz用や442 Hz用など種類があり、基音はその音を聞いて合わせるのが原則だが、現代では電子チューナーも普及しており、それでピッチを合わせることも多い。

#### うなり
ピアノの調律において、ピアノの音以外の音を使うのはピッチを合わせる時のみで、あとはすべてピアノの音どうしの比較で音の高さを合わせていく。この作業の際に利用されるのが「うなり」と呼ばれる音の現象である。2つの音が同時に同じ地点にとどくと2つの音の音圧が重ね合わせ「干渉」と呼ばれる現象が生じ、このとき2つの音の周波数が近いと「うなり」が生じる。発音された「うなり」をどう合わせていくかはユニゾン(同一音)やオクターブ、4度5度やその他の音程によりそれぞれ異なるが、ピアノの調律をするためにはこの「うなり」をコントロールできることが大前提になる。

#### 倍音とインハーモニシティ
ピアノの音には倍音が含まれる。どの鍵盤も弾いて出るその音は、基音とその倍音が多数（理論上は無限）含まれる。ただし、現実の音の倍音は必ずしも厳密な整数倍ではなく、実際にうなりを聴いて調律した時、1オクターブ上の音をうなりが消える高さに合わせると、理論上の2倍の周波数よりも高めになる。これを繰り返して全体の調律を行うと特にピアノの場合、高音域は理論値よりも高く、低音域はより低くなる（この平均律からのずれを示すグラフはレイルズバック曲線と呼ばれる）。この基音に対して整数倍で発生するはずの倍音が振動数が若干高く現れる現象のことをインハーモニシティという。インハーモニシティはピアノ1台ごとに異なるので、当然調律される各音域の絶対値も厳密には1台ごとに異なる。この現象が起きる要因としていくつかあるが、とりわけピアノは音域が広く、また使用される弦（ミュージックワイヤー）はとても剛性が高いので振動の節になる部分が影響を受け波長が短くなるためと言われている。

## 整調
鍵盤のタッチ(弾き心地)を調整する作業を整調という。鍵盤を指で押し始めてからハンマーが打弦し音を出た後、鍵盤から指を離して音が止まるまでのアクションとよばれる各種部品の動作を調整する作業であり、これらは単に鍵盤が押し下がる負荷、重い・軽いの調整だけではなく、アクションの動きが複雑に関係している。ピアノの打弦は、主に打鍵時の瞬間、鍵盤とハンマーが別々の動きをするためのレットオフとよばれる機構と打鍵後ハンマーをリバウンド（跳ね返って2度打ち）させないためのバックチェックとよばれる機構、そして離鍵後、弦を止音するためのダンパー機構からなり、それらの機構の大半は1709年イタリアのクリストフォリによって発案されたが、現代のピアノにおいてもその原理は基本的に変わっていない。これらのそれぞれのタイミングを調整するために1つの鍵盤につき20～30におよぶ調整箇所があり、88鍵盤全てを均一に整える作業である。整調作業がおろそかになると、連打がしにくい、強弱の差にばらつきがでるなどし、過度の場合には、鍵盤が下がったままや2度打ち、音が出ない、などの症状が生じる。整調には工場で新品が組み立てられた段階で行われるものと、使用により部品の摩耗などのため不具合ができてきた時に行われるものと二つがあり、前者は基準の寸法に適合するように整調すればよいが、後者は摩耗の度合いによって修理も含めこれに対応する整調が望まれるので、後者のほうがより多くの経験を必要とする。

## 整音
ピアノの音色・音質を整える、または音色を変える作業を整音という。ピアノの製造段階では最初から工程に組み込まれているため、仕上げと呼ばれる最終段階では「整える」ことに主目的があり、ここから「整音」という言葉が生まれた。
整音では必要に応じてハンマーヘッドのフェルトの調整を行う。長期間使用したハンマーでは、ハンマーヘッドの弦に当たる部分が硬化し、また溝のように弦跡ができこれにより音質が変化する。
このためハンマー整形（ファイリング）と呼ばれる作業では紙ヤスリでハンマーフェルトを削ることにより、ハンマーヘッドの形状を整える。また針入れ（ニードリング）とよばれる作業ではハンマーフェルトに針を刺すことにより、ハンマーフェルト内部の圧力を変え打鍵時の音質を調整する。この他にもコテ（アイロン）をあてがう作業や、硬化剤を塗布（または注入）する作業などがある。これらの作業はピアノ整調が万全を期していることが前提である。

## 修理
ピアノが構成されている材料は木材、金属、繊維、合成樹脂、接着剤、塗料からなり、修理とは、それらが磨耗、消耗、錆・硬化・破損・経年変化など生じたときに部品の加工および交換する作業などをさす。ただし、工場や工房にピアノを一定期間預けて全体的に修理作業する場合には、広義のピアノ調律からはずれ、これらのピアノ修理作業は内部クリーニングやオーバーホールと呼ばれる。一般的にはピアノ調律作業時に部分的に行う簡易の修理としては、一鍵単位の各部フェルト・クロス・各種ピン・コード類、弦の交換などが主である。

## 教育・資格
日本ではピアノ調律技能士が存在する。これは厚生労働省が行っている技能検定制度における職種の1つで、ピアノ調律の技能を認定する検定試験。実務経験のあるピアノ調律師を対象にしたもので、国家資格（名称独占資格）である。

## ピアノ調律の日
1993年に国際ピアノ製造技師調律師協会により4月4日はピアノ調律の日と制定される。「4月」の「April」の頭文字がピアノ調律に使われるピッチ音A（英名）と同じであり、その周波数が440 Hzであることが理由である。日本では、この日（または周辺の祭日）に一般社団法人日本ピアノ調律師協会により「4月4日はピアノ調律の日」全国統一記念事業と題して、全国の各支部で記念コンサートが開催される。